# Жаклін Чаркчі
Жаклін Чаркчі (тур. Jaklin Çarkçı, нар. 1958, Стамбул, Туреччина) — турецька оперна співачка, володарка голосу меццо-сопрано.

## Життєпис
Народилася в Стамбулі у вірменській сім'ї. Батько Жаклін Жирайр був одним з перших солістів стамбульського оперного театру, він же познайомив із оперою свою дочку, коли вона була ще дитиною. Жаклін закінчила італійський ліцей у Стамбулі.
Професійна кар'єра Жаклін почалася 1988 року, коли вона дебютувала в стамбульському оперному театрі з партією Азучени з опери Джузеппе Верді «Трубадур». Після успішного виступу Чаркчі стала постійною солісткою державного театру опери та балету. Чаркчі відома тим, що понад 150 разів виконувала головну партію опери «Кармен». В ході концертних турів відвідала Білорусь, Софію і Золотурн. У 1993 і 1994 роках ставала стипендіаткою премії міністерства культури Туреччини. Працювала в Італії, серед тих, з ким вона співпрацювала в цей період були Роберт Вагнер, Роберто Бенці, Лукас Каритіонс, Летиція Джавані і Джанкарло дель Монако. Також Чаркчі працювала з Лейлою Генджер, Карло Бергонці і Джакомо Арагалем. 2005 року в Італії виграла пісенний конкурс імені Умберто Джордано. Також посіла перше місце на співочому конкурсі імені Ренати Тебальді, набравши 99,3 бали зі 100.
Крім турецької, Чаркчі володіє латиною, вірменською, італійською, англійською та іспанською мовами. Об'єм легенів Чаркчі становить 115 % (в середньому у людей — 100 %), на її думку, це дозволяє їй співати краще.

### Особисте життя
Є дочка Сірель Якупоглу, яка, як і мати, є артисткою Стамбульського театру опери та балету.